# 弗拉基米尔·费多谢耶夫
弗拉基米尔·伊万诺维奇·费多谢耶夫（羅馬化：Vladimir Ivanovich Fedoseyev, 1932年8月5日— ）是苏联/俄罗斯管弦樂團指挥家。常年担任莫斯科广播交响乐团（现柴可夫斯基交响乐团）首席指挥和音乐监督。

## 生平
据他的回忆，人生中的第一次音乐会是1942年，在列宁格勒某陆军医院的一间病房里为伤员们表演的，用的是父亲的小手风琴。当时，列宁格勒正处于德军围困之中。当时他还不懂音乐，但后来从列宁格勒的穆索尔斯基音乐学校手风琴班毕业，进入了莫斯科格涅西娜音乐学院的民乐系。
1971年，他在姆拉温斯基的推荐下，进入列宁格勒爱乐交响乐团（現聖彼得堡愛樂交響樂團），作为客串指挥初登场。1974年成为莫斯科广播交响乐团首席指挥和音乐监督。他也曾参与巴伐利亞廣播交響樂團、漢堡國立歌劇院管弦楽団、法國國家管弦樂團的合作演出。历任东京爱乐交响乐团首席客演指揮（1995年 - ）、维也纳交响乐团首席指揮（1997年 - 2005年）。
他也是歌剧指揮，在马林斯基剧院、维也纳国立歌剧院、米蘭斯卡拉大劇院、佛罗伦萨五月音乐节、羅馬歌劇院、莫斯科大剧院等地进行过指挥。
2004年，费多谢耶夫与柴可夫斯基乐团首次访问中国大陆，在北京成功举办音乐会。2006年首次访问天津。2016年10月再度访问北京和天津。

## 荣誉与奖励
苏联
- 俄罗斯苏维埃联邦社会主义共和国功勋艺术家（1968年7月11日）
- 俄罗斯苏维埃联邦社会主义共和国人民艺术家（1973年10月26日）
- 苏联人民艺术家（1980年12月9日）
- 苏联国家奖（1989年）

俄罗斯联邦
- 一级祖国功勋勋章（2018年5月30日）
- 二级祖国功勋勋章（2005年11月29日）
- 三级祖国功勋勋章（2002年11月26日）
- 四级祖国功勋勋章（1996年6月7日）
- 荣誉勋章（2013年8月16日）
- 普希金奖章（1999年6月4日）